# Réseau Action TI
 (janvier 2021).
Si vous disposez d'ouvrages ou d'articles de référence ou si vous connaissez des sites web de qualité traitant du thème abordé ici, merci de compléter l'article en donnant les références utiles à sa vérifiabilité et en les liant à la section « Notes et références ».
Pour les articles homonymes, voir FIQ.
Fondée en 1977 à Québec, le Réseau ACTION TI est une organisation spécialisée dans les technologies de l'information et de la communication (TIC) au Québec. L'organisation était connue jusqu’à l’automne 2008 sous le nom : Fédération informatique du Québec (FIQ). 

## Mission
Le Réseau ACTION TI regroupe et mobilise les acteurs du secteur des technologies de l'information et des affaires au Québec. Il crée des occasions de rassemblement et d'échanges sur les pratiques, les expériences et les nouvelles pratiques et perspectives. Il souligne la qualité des réalisations et contribue à valoriser les TI au Québec. 

## Profil
Le Réseau ACTION TI se définit comme suit : 
- une communauté axée sur les affaires et les TI ;
- un milieu de convergence et d'échanges ;
- un centre de soutien à la formation et à la reconnaissance professionnelle ;
- un lieu de partage des préoccupations du milieu ;
- une tribune de défense des intérêts communs ;
- une source d'information sur l'industrie des TI ;
- un porte-parole pour ce secteur.

## Héritage
Le Réseau Action a succédé, à l’automne 2008, à la Fédération de l’informatique du Québec (FiQ). Il hérite donc de : 
- l’expérience acquise par la FiQ, depuis plus de 30 ans, à contribuer au développement du secteur des TI au Québec ;
- son réseau de plus de 10 000 membres, clients et contacts ;
- ses réseaux spécialisés ;
- ses activités de réseautage, conférences, etc. ;
- ses bénévoles : près de 200, partout au Québec ;
- ses événements :
  - le Concours des OCTAS qui, depuis plus de 33 ans, reconnaît l'excellence des réalisations en TI ;
  - la JIQ – L'Événement Affaires & TI, organisé depuis plus de 40 ans à Québec ;
  - Datavore, l'événement référence en analytique, organisé à Montréal depuis plus de 15 ans ;

## Le concours des OCTAS
Le Concours des OCTAS est organisé chaque année depuis 1987 par le Réseau ACTION TI. Il vise à reconnaître l'excellence dans le domaine des technologies de l'information (TI) au Québec en rendant hommage à des équipes TI, à des entreprises ou à des organismes pour leur créativité, leur dynamisme et leur contribution exceptionnelle à l'essor de l'industrie.
Lors de sa Grande soirée annuelle, le Réseau ACTION TI remet des trophées OCTAS aux lauréats des différentes catégories, choisis par les membres de jurys constitués de spécialistes du domaine des TI. De plus, le trophée de l'excellence est octroyé à un récipiendaire choisi parmi les lauréats de l'ensemble des catégories.

## Certification EATI
Le Réseau ACTION TI est affilié à l'ACI (Association canadienne de l'informatique) pour remettre le titre EATI (expert agréé en technologies de l'information). Pour obtenir la certification EATI, il faut être membre du Réseau Action TI au Québec, et obtenir une certification EATI.